# 李在汀
李在汀（：／ Lee Jae-jung；1974年8月2日—），大韓民國政治人物、律師。

## 學歷
- 慶北大學法學院法律系。（1997年畢業）

## 經歷
- 2003年通過第45次司法考試
- 東華律師事務所
- 韓國眼科協會顧問
- 透明社會信息披露中心主任
- 民主社會事務副秘書長
- 參與團結公益法中心成員
- 再次在一起法律支持律師
- 韓國移民婦女人權中心參贊

## 政治生涯
她首先在2016年國會選舉中通過比例代表制成為國會議員。她通過立法努力將消防員和護理人員的身份轉變為公家僱員，從而保證了足夠的消防資源，在公眾中廣為人知。她在黨內擔任過多個角色，例如，從2018年8月起擔任黨的發言人，從2019年9月起擔任智庫的副負責人。2020年國會選舉中投入地域選區參選，擊敗未來統合黨院內代表沈在哲連任成功。